# Caetano de Melo e Castro
Caetano de Melo e Castro (c. 1680 — 6 de abril de 1718) foi um administrador colonial português.

## Vida
Filho de António de Melo e Castro e neto de Francisco de Mello e Castro.

## Carreira
Em 1683 foi nomeado capitão-general de Sena, Sofala e Moçambique. Foi nomeado governador-geral de Pernambuco, exercendo o cargo de 13 de junho de 1693 a 5 de março de 1699, período no qual reprimiu a revolta dos escravos de Palmares e mandou degolar Zumbi dos Palmares. Em carta ao rei de Portugal, Melo e Castro escreveu:
Determinei que pusessem sua cabeça em um poste no lugar mais público desta praça, para satisfazer os ofendidos e justamente queixosos e atemorizar os negros que supersticiosamente julgavam Zumbi um imortal, para que entendessem que esta empresa acabava de todo com os Palmares— Melo e Castro, 14 de março de 1696 (texto adaptado)
De 1702 a 1707, foi governador e vice-rei da Índia Portuguesa. Durante seu vice-reinado, reprimiu com êxito ataque dos árabes de Omã a Damão, conseguindo formar uma esquadra.
Regressado a Portugal, em 1707, foi agraciado com a comenda de Santa Maria de Oliveira de Azeméis.
Foi sepultado no convento dos Carmelitas de Colares.